# Engineered Material Arrestor System

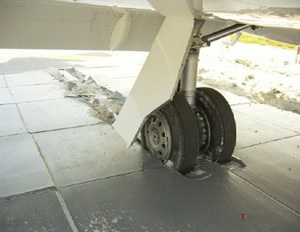
Een EMAS-oppervlakte nadat een landingsgestel eroverheen gereden heeft.

Een Engineered Material Arrestor System (EMAS), of stopbed is een oppervlakte van speciaal gefabriceerde materialen gebouwd aan het einde van een landingsbaan. Dit oppervlakte dient om vliegtuigen die de start- of landingsbaan overschieten tot stilstand te brengen zonder menselijk letsel en minimale schade aan het vliegtuig. De techniek wordt gedefinieerd als "energie-absorberende materialen van geselecteerde sterkte, die op betrouwbare en voorspelbare wijze zullen bezwijken of verpletteren onder het gewicht van een vliegtuig". Hoewel de huidige technologie lichtgewicht breekbare betonblokken omvat, kan elk materiaal dat is goedgekeurd om te voldoen aan de FAA-adviescirculaire worden gebruikt voor een EMAS. Het vliegtuig verliest energie bij het pletten van het EMAS-materiaal, waardoor het vliegtuig snel afremt en veilig tot stilstand komt. Een EMAS is qua concept vergelijkbaar met de noodstopstrook voor wegverkeer, gemaakt van grind of zand. Er zijn meerdere patenten verleend op de constructie en het ontwerp op de materialen en het proces.
In Europa uitgevoerde onderzoeksprojecten hebben de kosteneffectiviteit van EMAS onderzocht. Er zijn stopbedden geïnstalleerd op luchthavens waar de veiligheidszones op de start- en landingsbanen onder de normen liggen. Het vermogen om vliegtuigen te stoppen met minimale of geen schade aan het vliegtuigframe en de inzittenden heeft bewezen resultaten opgeleverd die ruimschoots compenseren voor de kosten van het systeem. Het laatste rapport, "Estimated Cost-Benefit Analysis of Runway Severity Reduction Based on Actual Arrestments", laat zien hoe het geld dat alleen door de eerste 11 noodstoppen is bespaard een totaal van 1,9 miljard dollar heeft bereikt. Daarmee is meer dan 1 miljard dollar bespaard, na aftrek van de geschatte kosten van ontwikkeling (De onderzoekskosten, installatie en het onderhoud van installaties wereldwijd, met een totaal van 600 miljoen dollar). De studie suggereert dat het verminderen van de gevolgen van uitschietende vliegtuigen wereldwijd veel kosteneffectiever blijkt te zijn dan de huidige focus op het verminderen van de toch al zeer lage kans van optreden.